# Shooting Up the Movies
Shooting Up the Movies è un cortometraggio muto del 1916 scritto, diretto e interpretato da Tom Mix. Commedia di genere western, il film, prodotto dalla Selig, aveva come interpreti, oltre a Mix, Victoria Forde, Sid Jordan, Howard Farrell, Hazel Daly, Joe Ryan.

## Trama
Preceduto dalla sua cattiva fama, Tom Travis arriva a New Mexico. Giunge senza saperlo sul set delle riprese di un film: Vicky, la figlia dello sceriffo viene presa e gettata su un cavallo. Non comprendendo che si sta girando, Tom spara all'attore bucandogli il cappello e poi corre all'inseguimento del cavallo in fuga con l'eroina. Torna indietro con la ragazza, credendo di averla salvata. Il regista e lo sceriffo sono convinti tutti e due che Tom sia un grande attore ma lo sceriffo, vista la fama di Tom, gli ordina di stare al largo. Lui, ovviamente, ignora l'ordine e passa il tempo ad amoreggiare con Vicky. Quando lo sceriffo gli ordina di andarsene, Tom, in preda alla rabbia, si mette a sparare in una zona della città conosciuta Hell’s Half Acre (mezzo acro dell'inferno). Una squadra e lo sceriffo inseguono il cowboy, ma poi lo sceriffo, ripensandoci, decide di fare di Tom il suo vice, visto il bel lavoro che ha fatto nel ripulire Hell’s Half Acre. Ma non intende cedere sulla relazione di Tom con sua figlia. I due giovani però non hanno alcuna intenzione a rinunciare al loro amore e lo sceriffo, alla fine, acconsente che la loro storia vada avanti.

## Produzione
Il film fu prodotto dalla Selig Polyscope Company.

## Distribuzione
Distribuito dalla General Film Company, il film - un cortometraggio in due bobine - uscì nelle sale cinematografiche statunitensi il 22 luglio 1916.